# Юзеф Кіселевський
Юзеф Кіселевський (* 26 лютого 1905, Мостиська — 20 липня 1966, Бандон, Ірландія) — польський письменник, журналіст, член Національної партії.

## Біографія
Народився в Мостиську поблизу Перемишля, в інтелігентській сім'ї, батько за фахом юрист. Після закінчення Першої світової війни жив у Кракові. Близько 1921 року родина переїхала до Ґрудзьондз на Помор'ї, де він відвідував державну класичну гімназію. Як розвідник він входив до 1-ї команди Grudziądzka с Завіша Чорний.
Ще будучи молодшим школярем, він налагодив контакти з редакцією «Głos Pomorski», незабаром став значним співробітником часопису. Після закінчення середньої школи в 1924 році почав працювати там редактором. Водночас розпочав роботу на громадській ниві, налагодивши контакти з Товариством народних читалень.
У 1925 році він переїхав до Познані, де обійняв посаду редактора органу TCL Przegląd Oświatowy та почав вивчати полоністику на філологічному факультеті Познанського університету. У 1926 р. співпрацював з «Mównicy Publicznej». Після закінчення навчання він був секретарем тижневика «Catholic Guide». У 1931 році він став редактором місячника «Tęcza». Публікувався також у радикально-національному тижневику «Prosto z Mostu».

### Соціальна активність
Напередодні Другої світової війни написав книгу «Земля збирає попіл» (опублікована 1938 р.), серію репортажів автора про його подорож по нацистській Німеччині в 1937 р. У 1941 році вона була видана тричі в Лондоні, Единбурзі та Глазго. У скороченому варіанті видана підпільно у Варшаві 1943 року, де стала одним із основних джерел підпільного виховання молодого покоління журналістів. За її наявність німці відправляли в концтабір, а сам автор і люди, які брали участь у її створенні, були внесені до списку ворогів Рейху і за ними слідкувало гестапо. Серед цих людей був серед ін дуайен польської археології та першовідкривач Біскупіна — Юзеф Костжевський, Ґерард Лабуда та Кирило Сосновський відповідальні за графічне оформлення книги.
Після 1939 року Юзеф Кісtлевський через Румунію втік на захід.
У 1946—1949 рр. в еміграції видавав тижневик «Przegląd Polski». У 1949 році він очолив католицький видавничий центр «Верітас» і видав там майже триста книжок. У 1955—1959 рр. редагував літературно-громадське видання «Życie». З 1957 р. був співредактором квартальника «Польща і Німеччина» (разом з Антонієм Даргасом). У 1960 році він редагував «Wiadomości Katolickie», орган Польської католицької місії.
Він помер від серцевого нападу 20 липня 1966 року в Бендоні, Ірландія.

### Сім'я
З 25 жовтня 1928 р. був одружений з Марією Станіславою, уродженою Лисецькою (нар. 7 травня 1891), і вото Шмана.

## Вибрані видання
- Вогники в темряві — П'ятдесят років праці Народної читальні 1880—1930, Познань 1930.
- Життя св. Йоан Боско , Познань 1936.
- Повернення, Познань 1936.
- За участь католиків у культурному житті Польщі, Познань 1938.
- Земля збирає попіл, Познань 1938.
- Правди Прикордоння. Про нещастя поляків на пограниччі в Німеччині , Торунь 1939.
- Знаки на небі і на землі, Познань 1939.
- Дорога до Польщі, Бухарест 1940 (Під псевдом. Ян Гаєвський).
- Боротьба комунізму з Церквою, її причини, симптоми і цілі, Лондон 1951.
- Історичне та культурне значення відновлених територій, Лондон, 1952 р.
- Історія з автомобілем, Лондон 1955 (під псевдонімом. Я. Віктор).
- About the Dwarf Who Became a Bugger, London 1955 (Під псевдонімом. Я. Подольського).

## Виноски
1. 1 2 3 4 5  Чеська національна авторитетна база даних
2. 1 2  Swartz A. Open Library — 2007.
3. 1 2  Faceted Application of Subject Terminology
4. ↑  NUKAT — 2002.
5. ↑  Kartoteka ewidencji ludności Miasta Poznania (1870—1931). Архів оригіналу за 12 вересня 2017. Процитовано 11 вересня 2022. [Архівовано 2017-09-12 у Wayback Machine.]